# Белалко
ОАО «Брестский ликёро-водочный завод „Белалко“» (бел. ААТ «Брэсцкі лікёра-гарэлачны завод „Белалка“») — белорусская компания, производитель ликёро-водочной продукции. Завод расположен в Бресте. По итогам 2017 года предприятие было крупнейшим налогоплательщиком Брестской области (более 5% поступлений в областной бюджет).

## История

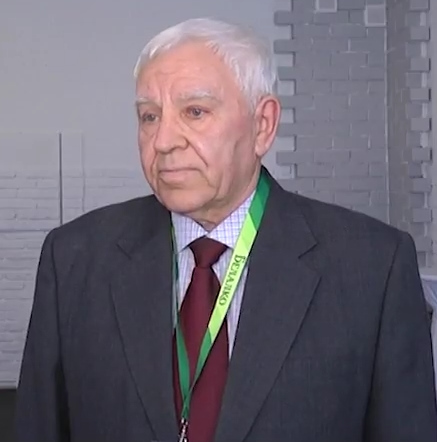
Директор «Белалко» в 1990—2009 гг. Василий Белко

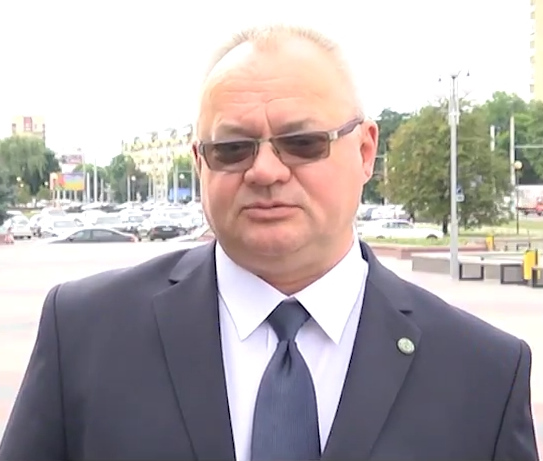
Директор «Белалко» c 2009 г. Александр Романовский

Завод возводит свою историю к казённому винному складу, открытому в 1897 году. На некоторое время прекратил работу в конце 1910-х — начале 1920-х годов, возобновил деятельность в 1928 году. В БССР завод был единственным производителем ликёро-водочной продукции, поставлявшим свою продукцию на экспорт.

## Современное состояние
По состоянию на 2014 год, завод производил 70 наименований ликёро-водочных изделий в более чем 300 исполнениях. В 2014 году было произведено 1613,9 тыс. дал алкогольных дистиллированных напитков, 1211 тыс. дал спирта ректифицированного (96° и более), 247 т крахмала. В 2013 году завод занимался также производством диоксида углерода (421 т). В 2014 году выручка от реализации продукции, работ, услуг составила 592,6 млрд. руб. (около 59 млн долларов). По состоянию на начало 2015 года мощности предприятия составили 2220 тыс. дал водки, 1427 тыс. дал спирта ректифицированного, 30 тыс. дал коньяка, 10 тыс. дал виски ежегодно. В Бродницком филиале имеются мощности по производству 360 т крахмала ежегодно.
Больше всего продукции завод отгружает системе потребительской кооперации и коммерческим торговым структурам в Брестской области, Минске и Минской области. В Минске, Барановичах, Молодечно и Орше завод имеет представительства, в ряде городов — фирменные магазины. Помимо внутреннего рынка, завод экспортирует часть продукции (в 2014 году — 14,6%). Основные экспортные рынки — страны Евросоюза (Литва, Латвия, Эстония, Германия, Италия), Украина, Турция, Казахстан, Азербайджан, Чили, Новая Зеландия.
У предприятия имеются два филиала:
- Ивацевичский спиртзавод;
- Бродницкий спиртзавод.